# Campeonato Mundial de Clubes de Balonmano de 2007
El Campeonato Mundial de Clubes de Balonmano de 2007 (oficialmente IHF Super Globe 2007) fue la 3ª edición del Campeonato Mundial de Clubes de Balonmano, y terminó con victoria del CB Ciudad Real, que se convierte en el segundo equipo de la ASOBAL en lograr el título. 

## Equipos
| Grupo                                                                                 |
| ------------------------------------------------------------------------------------- |
| CB Ciudad Real Club Metodista Sao Bernardo Al-Ahly Club Al-Qadsia Club Mouloudia Club |

### Grupo
| Pos | Equipo                 | J | G | E | P | GF  | GC  | Dif | Pts |
| --- | ---------------------- | - | - | - | - | --- | --- | --- | --- |
| 1   | CB Ciudad Real         | 4 | 4 | 0 | 0 | 138 | 110 | +28 | 8   |
| 2   | Al-Ahly Club           | 4 | 3 | 0 | 1 | 117 | 85  | +32 | 6   |
| 3   | Mouloudia Club         | 4 | 2 | 0 | 2 | 94  | 98  | -4  | 4   |
| 4   | Metodista Sao Bernardo | 4 | 1 | 0 | 3 | 102 | 115 | -13 | 2   |
| 5   | Al-Qadsia Club         | 4 | 0 | 0 | 4 | 78  | 121 | -43 | 0   |

| Fecha      | Lugar            | Local                  | Resultado | Visitante              |
| ---------- | ---------------- | ---------------------- | --------- | ---------------------- |
| 5 de junio | The Covered Hall | Al-Qadsia Club         | 13-35     | Al-Ahly Club           |
| 5 de junio | The Covered Hall | CB Ciudad Real         | 43-33     | Metodista Sao Bernardo |
| 6 de junio | The Covered Hall | Metodista Sao Bernardo | 23-26     | Al-Ahly Club           |
| 6 de junio | The Covered Hall | Mouloudia Club         | 26-29     | CB Ciudad Real         |
| 7 de junio | The Covered Hall | Mouloudia Club         | 20-28     | Al-Ahly Club           |
| 7 de junio | The Covered Hall | Metodista Sao Bernardo | 25-22     | Al-Qadsia Club         |
| 8 de junio | The Covered Hall | Mouloudia Club         | 24-21     | Metodista Sao Bernardo |
| 8 de junio | The Covered Hall | CB Ciudad Real         | 37-23     | Al-Qadsia Club         |
| 9 de junio | The Covered Hall | Al-Qadsia Club         | 20-24     | Mouloudia Club         |
| 9 de junio | The Covered Hall | CB Ciudad Real         | 29-28     | Al-Ahly Club           |

| España |                             |
| Campeón BM Ciudad Real 1.o título \| Puesto \| Equipo \| \| ------ \| --------------------------- \| \| 1 \| BM Ciudad Real \| \| 2 \| Al-Ahly Club \| \| 3 \| Mouloudia Club \| \| 4 \| Club Metodista Sao Bernardo \| \| 5 \| Al-Qadsia Club \| |                             |
| Puesto | Equipo                      |
| 1 | BM Ciudad Real              |
| 2 | Al-Ahly Club                |
| 3 | Mouloudia Club              |
| 4 | Club Metodista Sao Bernardo |
| 5 | Al-Qadsia Club              |

| Predecesor: Mundial de Clubes 2002 | Mundial de Clubes 2007 | Sucesor: Mundial de Clubes 2010 |